# A-bike

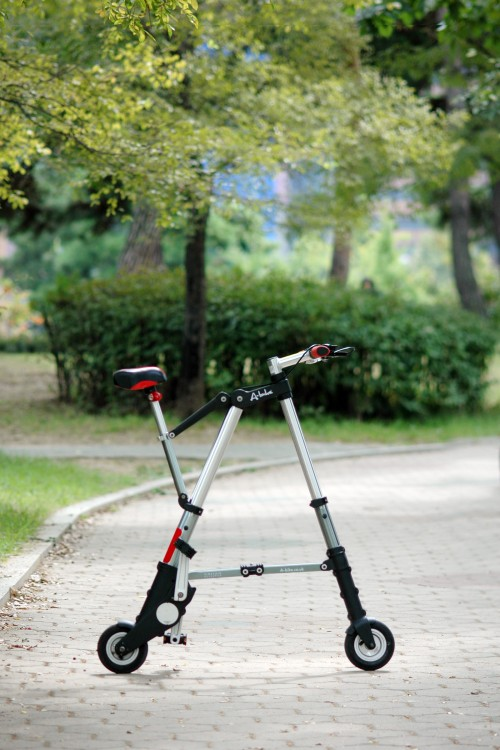
A-bike в розкладеному стані.

A-bike — маленький і легкий складаний велосипед. Його винайшов Клайв Сінклер, власник компанії, яка 1982 року випустила мікрокомп'ютер ZX Spectrum. Демонстрація велосипеда відбулася в Сінгапурі 12 липня 2004 року.
Відрізняється рамою, яка нагадує в розкладеному стані букву А, та маленькими надувними колесами діаметром 6 дюймів. Здатний витримувати людину вагою до 85 кг. У складеному стані може вільно поміщатися в рюкзаку, адже його габаритні розміри становлять 67 см × 30 см × 16 см. Важить 5,5 кг. За 1 оборот педалей велосипед переміщається на 3,2 метра.

## Характеристика
A-bike має телескопічну конструкцію і об'єм до 25 % у складеному стані. Попри невеликий діаметр коліс, велосипед має подвійну ланцюгову систему, яка дозволяє їздити[джерело?].

## Появи у ЗМІ
У листопаді 2006 року, велосипед показано по телебаченню у Великій Британії в програмі Gadget Show, разом із Strida.